# Weltrekord-Taschenfeitel

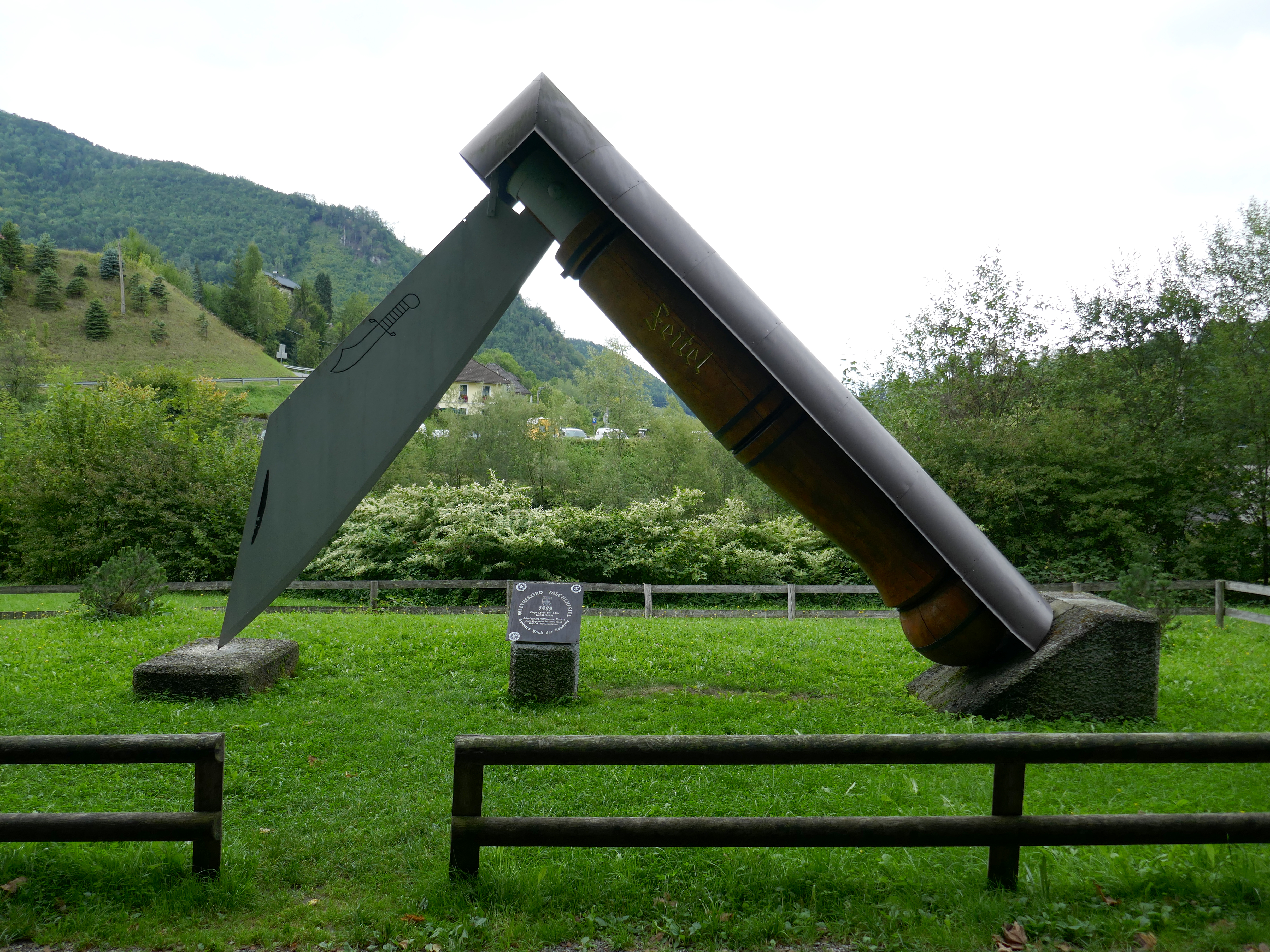
Der Weltrekordfeitel Trattenbach

Der Weltrekord-Taschenfeitel ist die überdimensionale Skulptur eines regionaltypischen „Trattenbacher Taschenfeitels“ in Trattenbach im oberösterreichischen Bezirk Steyr-Land. Im Guinness-Buch der Rekorde ist der Trattenbacher Riesenfeitel als größter Taschenfeitel der Welt verzeichnet.

## Beschreibung und Hintergrund
Es handelt sich um die originalgetreue und maßstabsgerechte Nachbildung eines Taschenfeitel genannten Taschenmessers, das seit dem 15. Jahrhundert traditionell im Trattenbachtal von den dort ansässigen Feitelmacher-Familien in Handarbeit hergestellt wurde. Die traditionelle handwerkliche Produktion der Messer durch viele Generationen von Messerschmieden und Drechslern, die im September 2015 in das Verzeichnis des Immateriellen Kulturerbes Österreichs aufgenommen wurde, musste zwischenzeitlich eingestellt werden und wurde durch industrielle Fertigungsmethoden ersetzt. Zur Erinnerung an die traditionelle Fertigungstechnik wurde im Jahr 1985 an der Mündung des Trattenbachs in die Enns der weltgrößte Taschenfeitel aufgestellt.

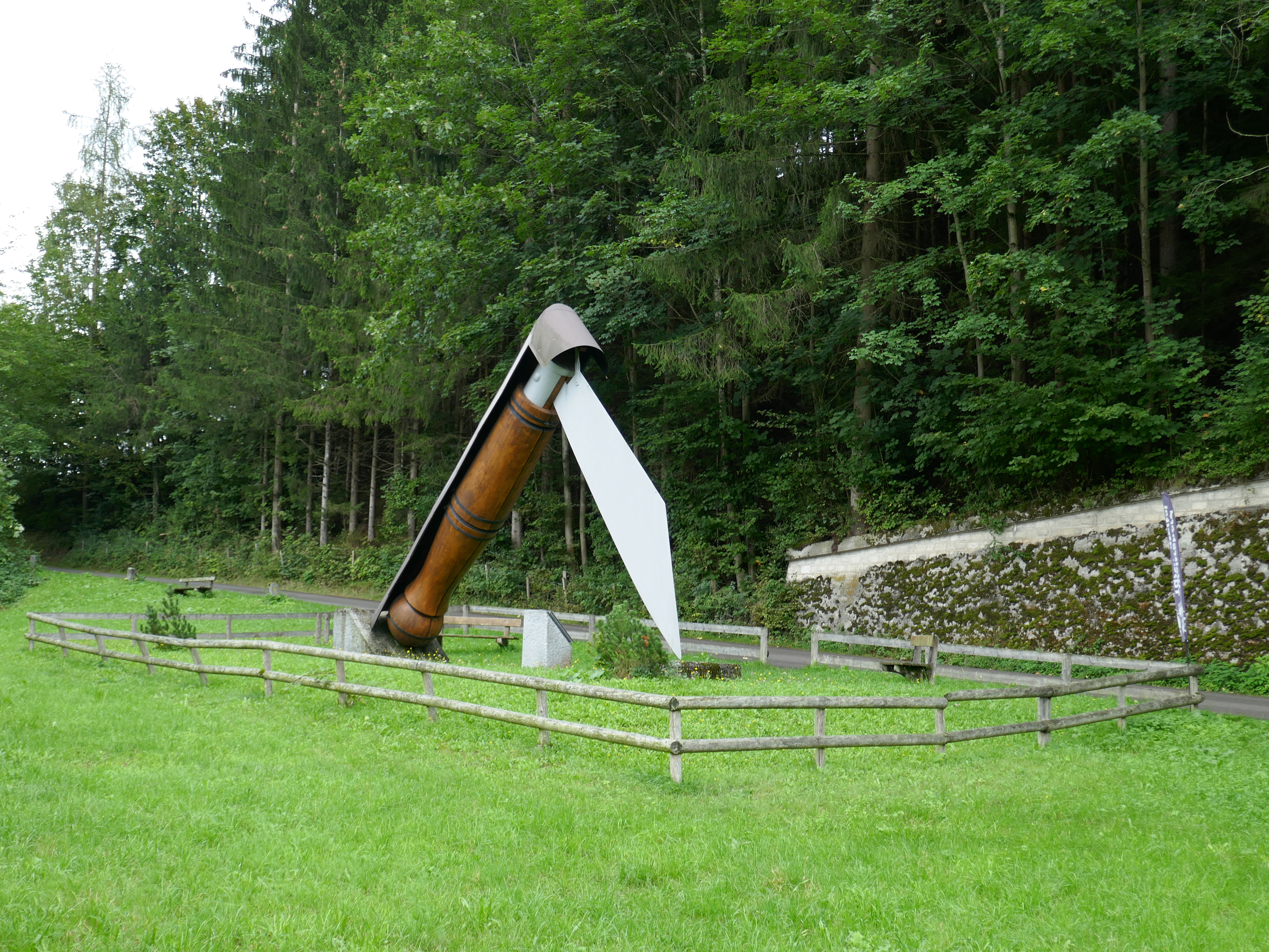
Rückseite und Umgebung

Die weithin sichtbare Skulptur steht, getragen von zwei Betonsockeln, auf einer gepflegten, mit einem niedrigen Holzzaun umgebenen Wiesenfläche. Die Länge der Messerklinge beträgt 5,80 m, das Heft ist 6,30 m lang und die ganze Skulptur wiegt 2.040 kg. Der große Feitel wurde als Gemeinschaftsarbeit verschiedener Trattenbacher Vereine und Organisationen, darunter die Freiwillige Feuerwehr, aus Holz und Metall angefertigt; er ist wie die normalen Taschenmesser am Griff und auf der Klinge mit Prägungen versehen. Die einzige optische Abweichung vom Original besteht darin, dass das hölzerne Heft zum Schutz vor Witterungseinflüssen auf der Oberseite eine Abdeckung aus Metall erhielt. Unter dem Scheitelpunkt der Skulptur befindet sich auf einem weiteren Betonsockel eine kleine Tafel mit Erläuterungen.
In unmittelbarer Nähe des Weltrekord-Taschenfeitels wurde anlässlich der Oberösterreichischen Landesausstellung 1998 mit dem Titel Land der Hämmer – Heimat Eisenwurzen das Museumsdorf Trattenbach – Im Tal der Feitelmacher gegründet, in dem die einzelnen Arbeitsschritte der traditionellen Feitelherstellung an mehreren Original-Schauplätzen und in einem Museum veranschaulicht werden.
In den mehr als dreißig Jahren seines Bestehens hat sich der Weltrekord-Taschenfeitel zu einer Sehenswürdigkeit der Gemeinde Ternberg und zum Wahrzeichen des Museumsdorfes entwickelt. Er ist ein beliebtes Fotomotiv der Touristen, die das Museumsdorf besuchen oder das Trattenbachtal durchwandern möchten.